# 小行星9208
小行星9208（英語：9208 Takanotoshi）是一颗围绕太阳公转的小行星。1994年10月2日，圓舘金、渡邊和郎在北见发现了此天体。
这颗小行星的绝对星等为207.38600等。